# Madge Bellamy

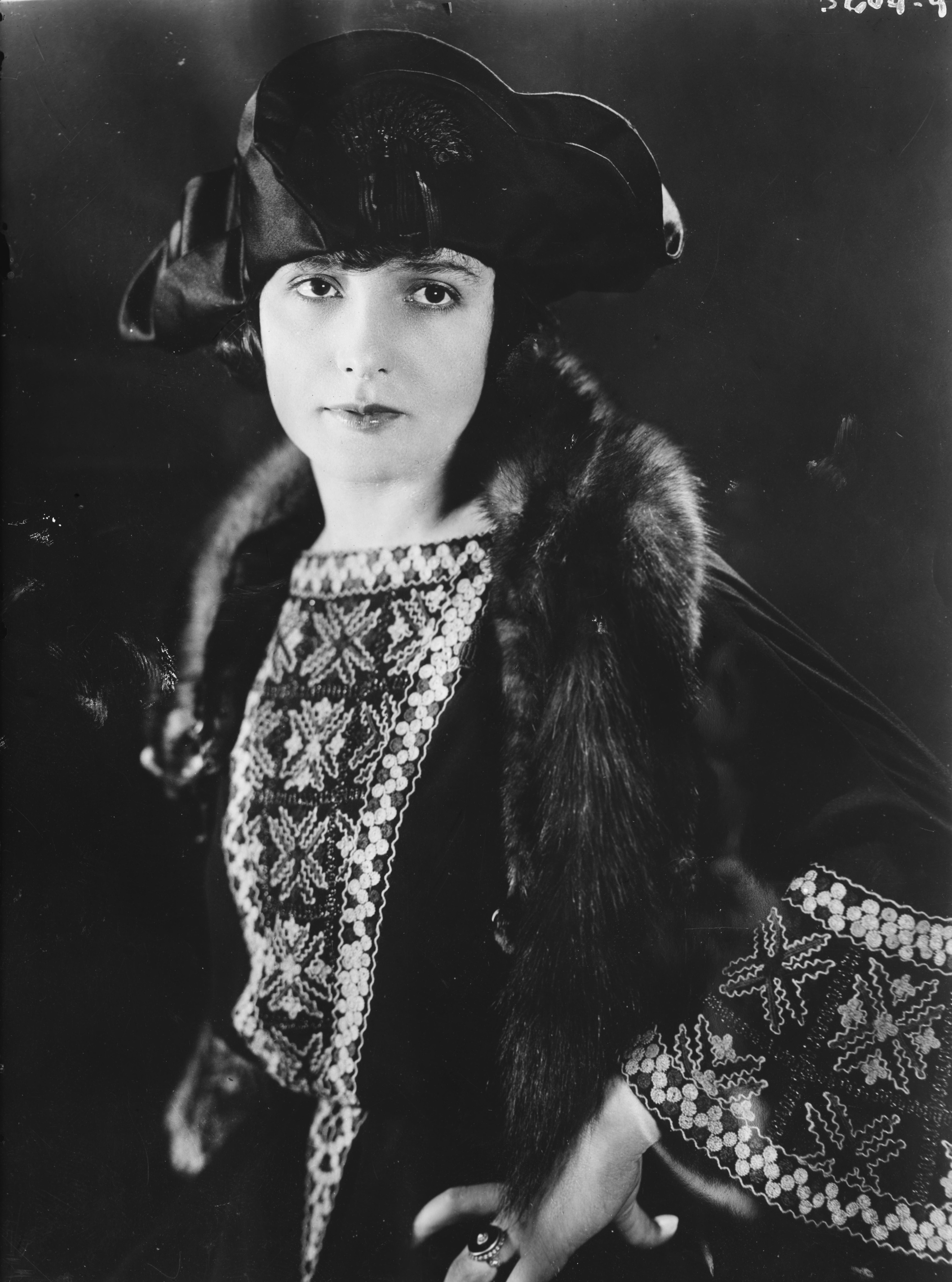
Madge Bellamy

Madge Bellamy (gebürtig: Margaret Derden Philpott; * 30. Juni 1899 in Hillsboro, Texas; † 24. Januar 1990 in Upland, Kalifornien) war eine US-amerikanische Film- und Theaterschauspielerin.

## Leben

### Kindheit und Jugend
Madge Bellamy wurde als Tochter von William Bledsoe Philpott, eines Englisch-Professors an der Texas A&M University, und dessen Frau Annie Margaret Derden geboren. Bis zu ihrem 6. Lebensjahr lebte sie in San Antonio, 1905 zog die Familie nach Brownwood, wo ihr Vater eine Anstellung an einem College gefunden hatte. Weitere vier Jahre später, 1909, erfolgte der Umzug nach Denver im US-Bundesstaat Colorado.

### Karriere
Schon früh zeigte sich ihre Leidenschaft für die Schauspielerei, die 1916 mit ihrem Ausreißen nach New York City gipfelte. Hier fand sie ab Februar 1918 ihr erstes Engagement am Broadway, als sie im kurzlebigen Musical The Love Mill von Earl Carroll eine Statistenrolle bekam. Ihren zweiten und letzten Einsatz bekam sie ab Dezember 1918, als sie in James M. Barries Stück Dear Brutus ebenfalls in einer Komparsenrolle zu sehen war. Kurz danach nahm sie der US-amerikanische Theaterproduzent Daniel Frohman unter Vertrag, der auch für ihren Künstlernamen Madge Bellamy verantwortlich zeichnete. Mit ihm ging sie auf USA-Tournee und verdiente bald eine damals beachtliche Wochengage von 100 Dollar.
1920 wurde auch Hollywood auf Bellamy aufmerksam, so dass sie in The Riddle: Woman von Regisseur Edward José ihr Debüt als Filmschauspielerin gab. Trotz des Erfolgs, den sie in den kommenden Jahren feierte, war sie eine jener Schauspielerinnen, die den Wechsel vom Stumm- zum Tonfilm nicht ohne Probleme meisterte. 1928 stand sie zwar in Mother Knows Best, dem ersten Tonfilm von 20th Century Fox, vor der Kamera, doch markiert der Film einen Wendepunkt in ihrer Karriere, da sie ab den 1930er Jahren nur mehr bedingt Filmangebote – häufig in B-Movies – erhielt. Ihre letzte Filmrolle übernahm sie 1945 im Western Northwest Trail.

### Privatleben
Madge Bellamy sorgte auch abseits ihrer Karriere als Schauspielerin immer wieder für Schlagzeilen. 1928 trat sie in Tijuana (Mexiko) mit dem Börsenmakler Logan Metcalf vor den Traualtar. Doch die Ehe wurde nach nur vier Tagen geschieden – und gilt somit als eine der kürzesten in Hollywood. Weder war sie danach noch einmal verheiratet, noch hatte sie jemals Kinder. 1943 geriet sie erneut in die Presse, als sie ihren damaligen Lebensgefährten Stanford Murphy im Affekt mit einer Waffe verletzte, da dieser sie wegen einer anderen Frau verlassen wollte.
Sie selbst bezeichnete sich stets als Atheistin, Vegetarierin und politisch dem linken Spektrum zugewandt.

### Späteres Leben
In den letzten Jahrzehnten ihres Lebens lebte sie sehr zurückgezogen in ihrem Haus in Kalifornien. Sie schrieb unter anderem ihre Autobiografie, A Darling of the Twenties, deren Veröffentlichung sie selbst nicht mehr erlebte. Sie starb im Alter von 90 Jahren an Herzversagen.
Heute erinnert ein Stern am Hollywood Walk of Fame an sie.

## Filmografie (Auswahl)
- 1920: The Riddle: Woman
- 1921: The Call of the North
- 1922: Lorna Doone
- 1922: The Hottentot
- 1924: The White Sin
- 1924: Das eiserne Pferd (The Iron Horse)
- 1925: The Reckless Sex
- 1925: Wings of Youth
- 1925: Lightnin'
- 1926: Das schwarze Paradies (Black Parasise)
- 1926: Die Höschen des Fräulein Anette (Bertha, the Sewing Machine Girl)
- 1927: Das Fräulein vom Amt (The Telephone Girl)
- 1927: Colleen
- 1927: Very Confidential
- 1928: Mother Knows Best
- 1929: Fugitives
- 1929: Tonight at Twelve
- 1932: The White Zombie (White Zombie)
- 1933: Gigolettes of Paris
- 1934: Charlie Chan in London
- 1935: The Great Hotel Murder
- 1935: The Daring Young Man
- 1935: Metropolitan
- 1936: Crack-Up
- 1945: Northwest Trail